# Charlot Cabanis

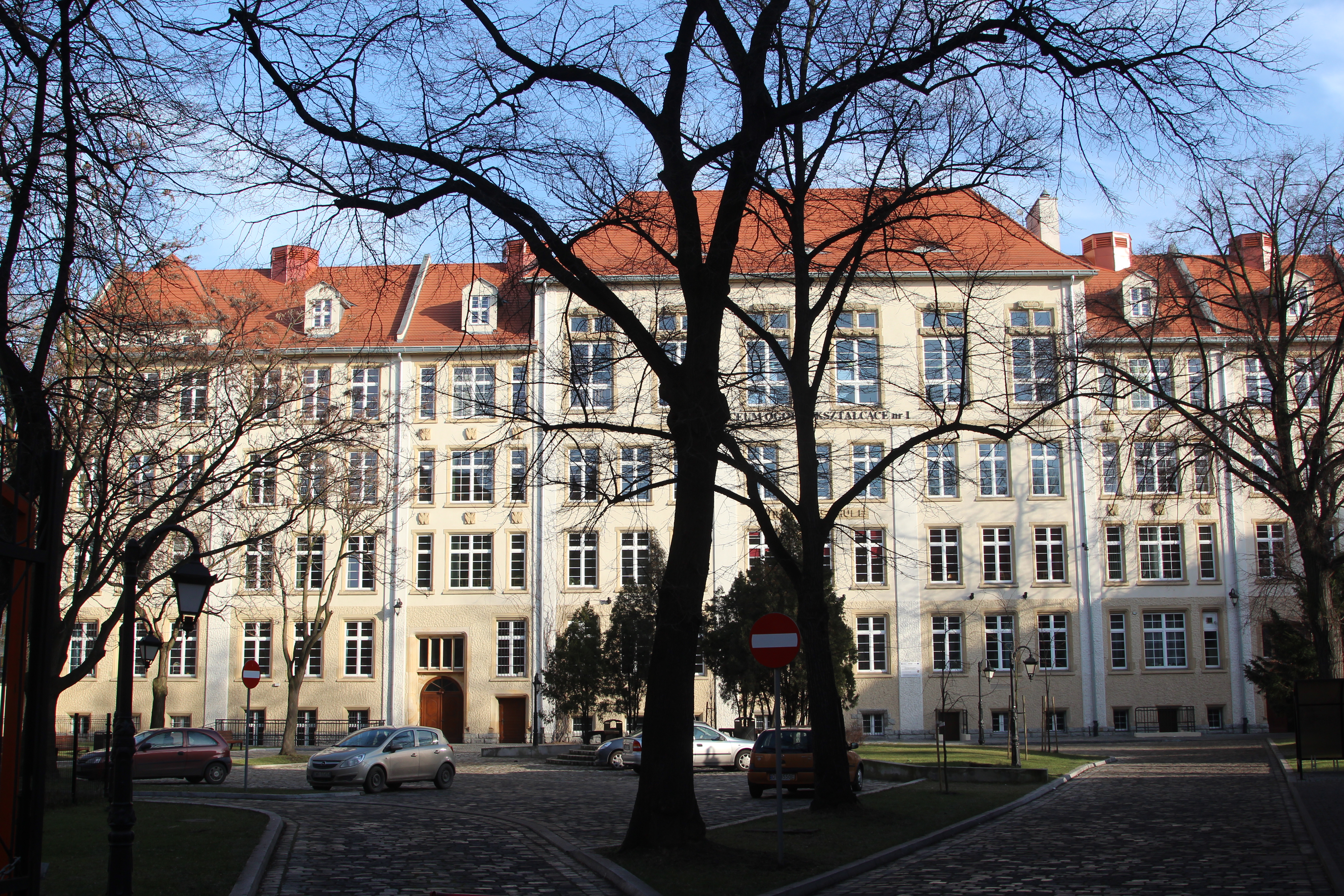
budynek Wyższej Szkoły dla Dziewcząt im. Cesarzowej Wiktorii "Victoriaschule"

Charlot Bernard Cabanis (ur. 28 lipca 1866 w Brandenburgu, zm. w 1925 we Wrocławiu) – niemiecki architekt i urzędnik budowlany działający w pierwszym ćwierćwieczu XX w. we Wrocławiu.

## Życiorys
Na początku swojej kariery pracował w Berlinie jako architekt i królewski radca budowlany. Od roku 1903 mieszkał i pracował we Wrocławiu, gdzie zatrudniony był w magistracie jako kierownik inspekcji budowlanej dla północnej części miasta. Współpracował ściśle z architektami pełniącymi obowiązki miejskiego radcy budowlanego: Richardem Plüddemannem i Maksem Bergiem. W czasie swojej pracy w magistracie uczestniczył w projektowaniu kilku ważnych obiektów użyteczności publicznej, których inwestorem było miasto:
- zespołu szkół ludowych przy ul. Trzebnickiej 42 wybudowanej w latach 1905-08
- szkoły ludowej przy ul. Świętokrzyskiej w latach 1905-07
- miejskiej ochronki dla niemowląt przy ul. Hoene-Wrońskiego 13 w latach 1905-10
- zespołu budynków straży pożarnej przy ul. Gdańskiej 13-15 z lat 1908-11[2]

Brał także udział w projektowaniu terenów wystawowych przygotowywanych na Wystawę Stulecia w roku 1913. Za najważniejsze dzieło w jego karierze uchodzi budynek Wyższej Szkoły dla Dziewcząt im. Cesarzowej Wiktorii wybudowanej w latach 1906-09, w którym mieści się obecnie Liceum nr 1. Cabanis w swojej twórczości stosował uproszczone formy historyczne, nawiązywał także do „stylu rodzimego” czerpiącego wzorce z tradycyjnej architektury śląskiej.

## Literatura
- Encyklopedia Wrocławia. Wrocław: Wydawnictwo Dolnośląskie, 2006. Brak numerów stron w książce
- Rafał Eysymontt, Jerzy Ilkosz, Agnieszka Tomaszewicz, Jadwiga Urbanik (red.): Leksykon architektury Wrocławia. Wrocław: Via Nova, 2011. Brak numerów stron w książce
- Agnieszka Gryglewska: Architektura Wrocławia XIX-XX w. w twórczości Richarda Plüddemanna. Wrocław: Oficyna Wydawnicza Politechniki Wrocławskiej, 1999. Brak numerów stron w książce